# Bölkow

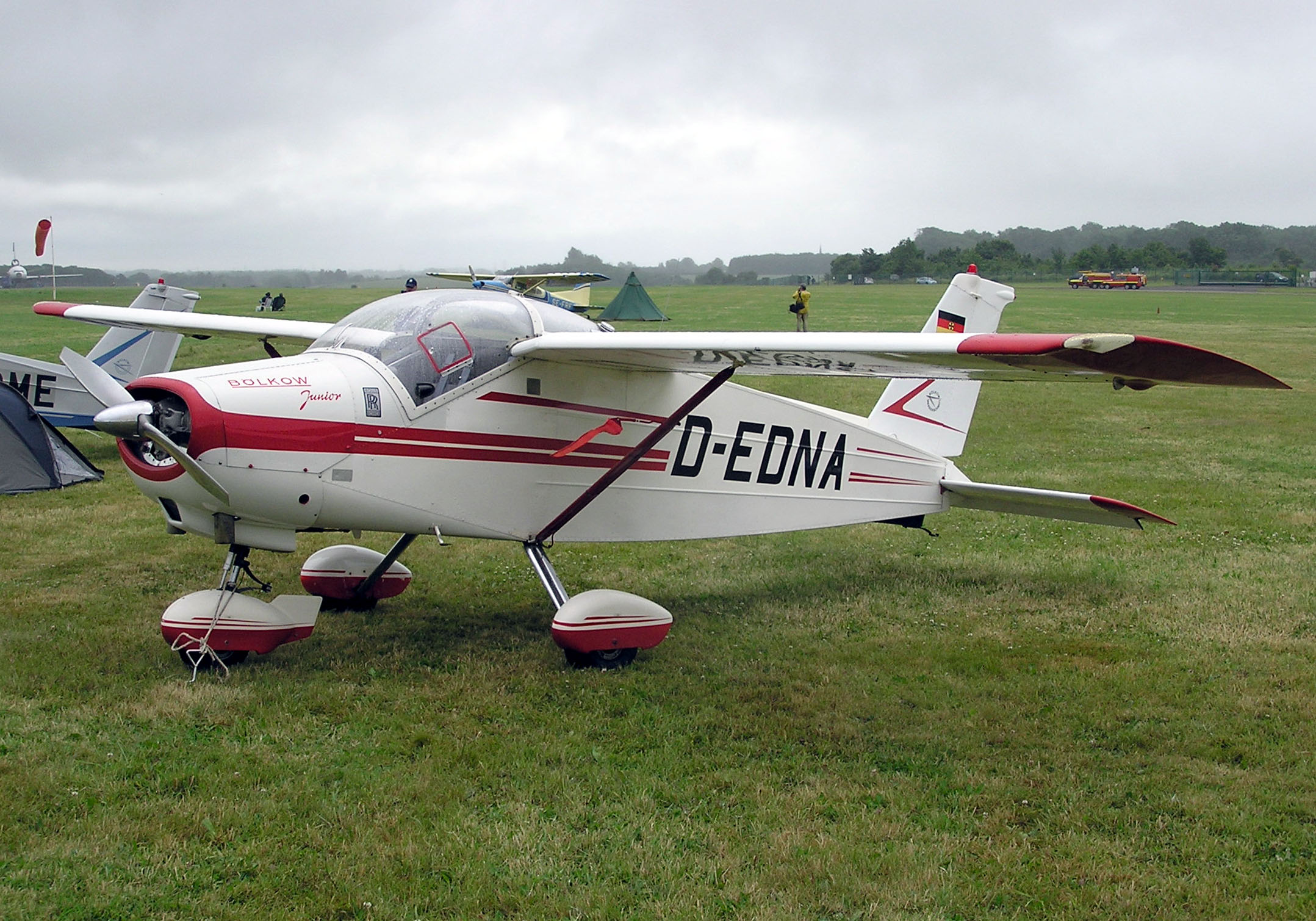
Bölkow Bo 208C Junior, prodotto nel 1965

La Bölkow GmbH era una società aeronautica tedesca specializzata nella progettazione di aerei ed elicotteri. Fondata a Stoccarda, si trasferì in seguito a Ottobrunn, vicino a Monaco di Baviera

## Storia
Ludwig Bölkow e Emil Weiland furono i fondatori della ditta tedesca Bölkow Entwicklungen KG Hubschrauber fondata nel 1955. La ditta che originariamente era una piccola azienda produttrice di elicotteri di modeste dimensioni si trovò quindi fin dall'inizio a competere con ditte molto più grandi e con maggiore esperienza nel settore. Come conseguenza della seconda guerra mondiale la Germania ricevette il divieto di sviluppare nuovi velivoli e di conseguenza l'industria aeronautica tedesca svanì nel giro di pochi anni. La neo fondata Bölkow doveva quindi trovare una nicchia di mercato non ancora occupata dalle altre industrie che permettesse all'azienda tedesca di poter competere sul mercato dei mezzi civili. La Bölkow trovò quindi questa nicchia nello sviluppo e nella costruzione di elicotteri di piccole dimensioni con elevati standard di sicurezza e con costi di gestione modesti.
Il lavoro di sviluppo condotto dalla Bölkow sfociò quindi alcuni anni più tardi nel Bo 105 che fu un successo per la piccola azienda. Ciò nonostante la Bölkow vide come tante altre ditte dell'epoca i suoi alti e bassi e più di una volta si trovò sull'orlo del fallimento. In particolare fu il criterio progettuale centrato sulla sicurezza che fu causa di non pochi problemi. Dotare un elicottero di modeste dimensioni di due turbine per garantire anche in situazioni di impiego difficile una certa sicurezza del velivolo aveva per l'epoca dei costi così elevati, tanto che sul mercato civile questo apparecchio non ebbe molto successo fino a quando una aliquota consistente di elicotteri non fu acquistata dalla Bundeswehr.
Il capitale necessario per i lavori di ricerca fu quindi stanziato per il 60% dal governo federale tedesco, che avrebbe ricevuto indietro il denaro nel caso uno dei prodotti dell'azienda avesse avuto un successo commerciale. Il restante denaro fu stanziato da imprese sotto forma di forniture. Prima tra tutte fu l'azienda costruttrice di sistemi meccanici ZF di Friedrichshafen che fornì parte degli ingranaggi e delle componenti meccaniche per la costruzione del Bo 105.
Nel 1965 fu quindi fondata la Bölkow GmbH e il 16 febbraio 1967 il primo prototipo del Bo 105 si alzò in volo. Con la commissione ricevuta dalla Bundeswehr la Bölkow iniziò anche la ricerca nel settore militare adattando i propri modelli a questo scopo e portando innovazioni che furono poi di seguito utilizzate su molti elicotteri come anche sull'Aérospatiale SA 341 Gazelle francese.
In seguito avvenne la fusione con la Messerschmitt AG per creare la Messerschmitt-Bölkow, poi diventata Messerschmitt-Bölkow-Blohm GmbH (MBB). Infine all'inizio degli anni novanta, la MBB fu acquisita dalla Daimler AG fu trasformata nella DaimlerChrysler Aerospace (DASA), che divenne parte della EADS nel 2000.
La Bölkow non fu solamente una grande innovatrice nel settore dell'aeronautica ma anche nel settore del Personal management, introducendo come prima ditta tedesca il "Modello Ottobrunner" oggi applicato da molte aziende in tutto il mondo. Nuovo per l'epoca fu anche l'asilo gestito dalla Bölkow nel quale i genitori dipendenti della ditta potevano lasciare i figli durante l'orario di lavoro. Lo stipendio dei dipendenti veniva poi già all'epoca addebitato su un conto corrente presso la Sparkasse di Ottobrunn dove potevano riscuotere lo stipendio.

## Velivoli prodotti

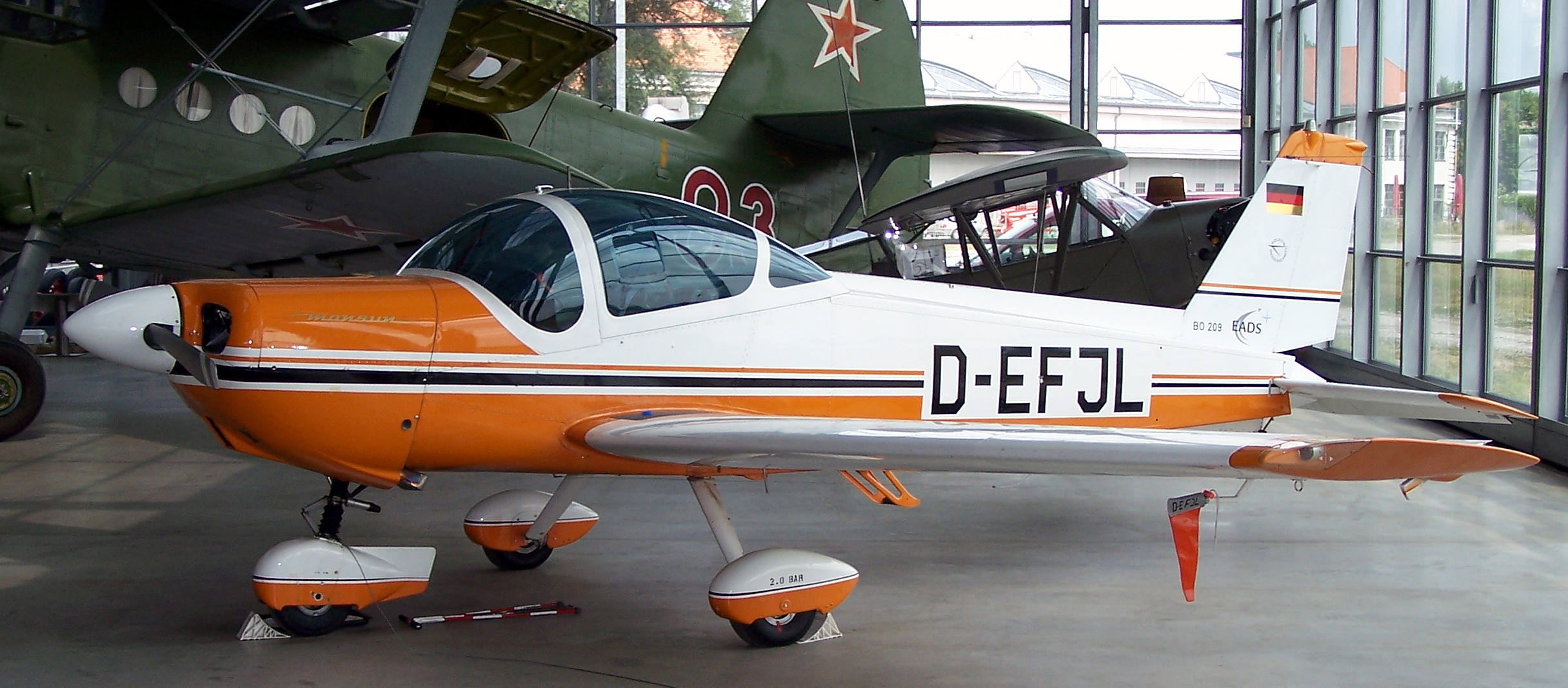
Il Bölkow Bo 209 Monsun, realizzato nel 1967

### Aerei
- Bölkow Bo 207
- Bölkow Bo 208 Junior
- Bölkow Bo 209 Monsun
- Bölkow Phoebus

### Elicotteri
- Bölkow Bo 102 B
- Bölkow Bo 103
- Bölkow Bo 46
- Bölkow Heidelbergrotor
- Bölkow Bo 70
- Bölkow Bo 105

Successivamente i modelli di elicottero assunsero la nuova denominazione societaria MBB (Messerschmitt-Bölkow-Blohm GmbH)